# Thủ hiến và Phó Thủ hiến Bắc Ireland
Thủ hiến và phó thủ hiến Bắc Ireland là người đứng đầu chính phủ của Bắc Ireland, lãnh đạo Chính phủ Bắc Ireland và quản lý Văn phòng điều hành. Hai chức vụ này có cùng quyền hạn, phó thủ hiến không phải là cấp phó của thủ hiến. Được thành lập theo Hiệp ước Thứ Sáu Tuần Thánh năm 1998, thủ hiến và phó thủ hiến ban đầu đứng chung liên danh do Nghị viện Bắc Ireland đề cử, bầu bằng hình thức biểu quyết liên cộng đồng theo nguyên tắc dân chủ hiệp thương. Sau Hiệp định St Andrews năm 2006, thủ hiến do đảng lớn nhất trong Nghị viện đề cử, phó thủ hiến do đảng lớn nhất của khối lớn thứ hai đề cử (khối liên hiệp, khối dân tộc chủ nghĩa hoặc khối thứ ba).

## Lịch sử

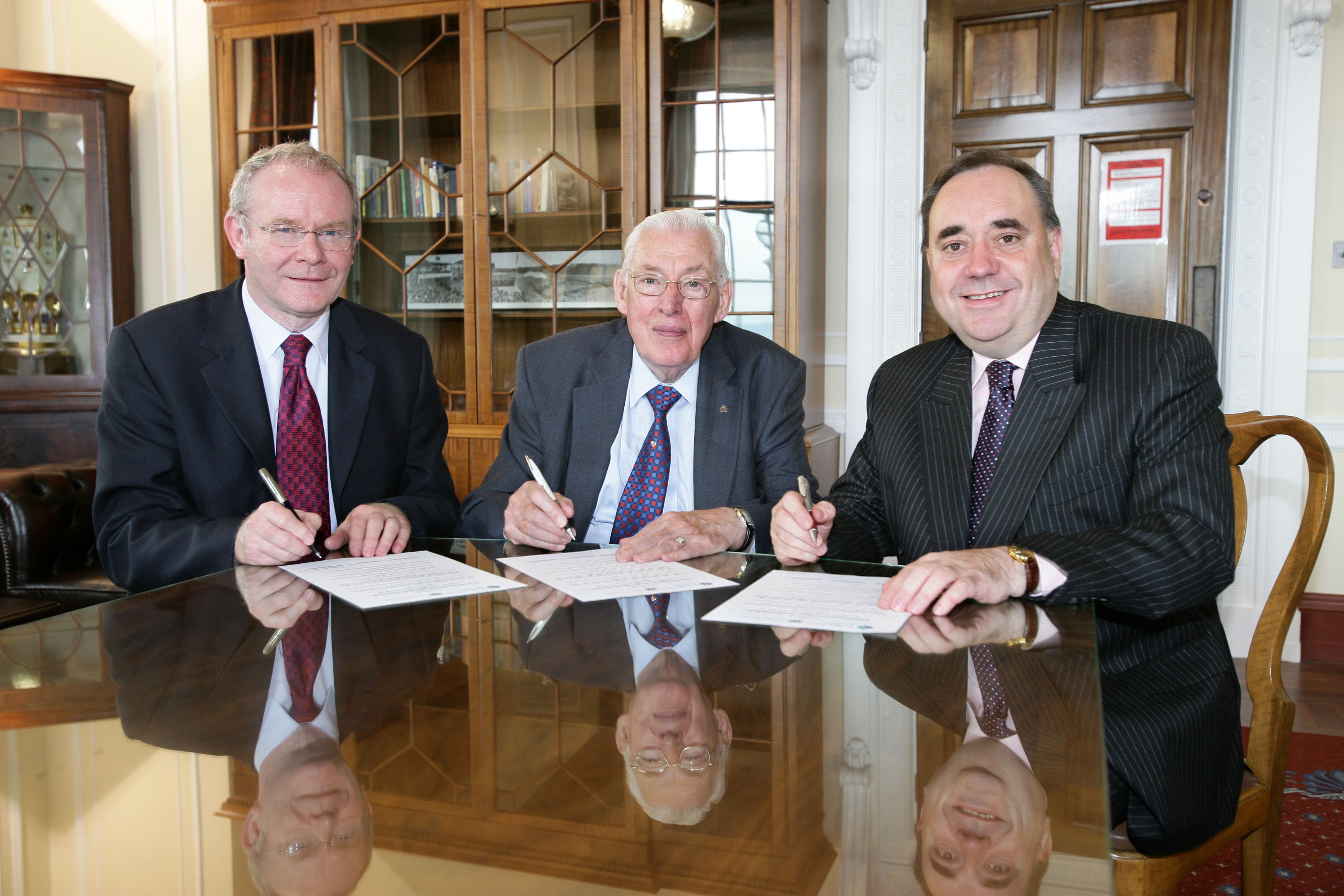
Alex Salmond (phải) hội kiến Ian Paisley (giữa) và Martin McGuinness (trái) vào năm 2008.

Ngày 4 tháng 3 năm 2008, Thủ hiến Paisley tuyên bố sẽ từ chức. Phó lãnh đạo Đảng Liên hiệp Dân chủ Peter Robinson được Đảng Liên minh Dân chủ bầu làm lãnh đạo vào ngày 17 tháng 4 năm 2008 và trở thành thủ hiến vào ngày 5 tháng 6 năm 2008. Arlene Foster kế nhiệm Peter Robinson làm lãnh đạo Đảng Liên hiệp Dân chủ vào ngày 18 tháng 12 năm 2015 và được bầu làm thủ hiến vào ngày 11 tháng 1 năm 2016.
Từ ngày 12 tháng 2 năm 2000 đến ngày 30 tháng 5 năm 2000 và từ ngày 15 tháng 10 năm 2002 đến ngày 8 tháng 5 năm 2007, Chính phủ Bắc Ireland bị đình chỉ. Trong thời gian đình chỉ, quốc vụ khanh phụ trách Bắc Ireland thực hiện nhiệm vụ của thủ hiến và phó thủ hiến. Ngoài ra, Chính phủ Bắc Ireland cũng bị đình chỉ 24 giờ vào ngày 11 tháng 8 năm 2001 và ngày 22 tháng 9 năm 2001 để cho hai khối liên hiệp và dân tộc chủ nghĩa tiếp tục đàm phán. Gần đây nhất, Chính phủ Bắc Ireland bị đình chỉ từ ngày 10 tháng 1 năm 2017 đến ngày 10 tháng 1 năm 2020.

## Bầu cử
Luật Bắc Ireland năm 1998 ban đầu quy định thủ hiến và phó thủ hiến đứng chung liên danh do Nghị viện bầu thông qua biểu quyết liên cộng đồng. Hình thức biểu quyết liên cộng đồng nhằm mục đích khuyến khích hai khối liên hiệp và dân tộc chủ nghĩa chính hợp tác bằng cách đảm bảo quyền đại diện của hai khối trong chính phủ. Trong một cuộc biểu quyết liên cộng đồng, các nghị sĩ được chỉ định là thuộc khối liên hiệp, khối dân tộc chủ nghĩa hoặc khối thứ ba.
Người được đề cử làm thủ hiến và phó thủ hiến phải có sự ủng hộ của:
- Ít nhất quá nửa số nghị sĩ tham gia biểu quyết;
- Ít nhất quá nửa số nghị sĩ thuộc khối liên hiệp; và
- Ít nhất quá nửa số nghị sĩ thuộc khối dân tộc chủ nghĩa.[16]

Sau Hiệp định St Andrews vào năm 2006, quy trình bầu thủ hiến và phó thủ hiến như sau:
- Thủ hiến do đảng lớn nhất của khối lớn nhất trong Nghị viện đề cử;
- Phó thủ hiến do đảng lớn nhất của khối lớn thứ hai trong Nghị viện đề cử.

Trong trường họp đảng lớn nhất của khối lớn nhất không phải là đảng lớn nhất trong Nghị viện thì thủ hiến do đảng lớn nhất trong Nghị viện đề cử, phó thủ hiến do đảng lớn nhất của khối lớn nhất đề cử.

## Nhiệm vụ và quyền hạn
Thủ hiến và phó thủ hiến cùng thực hiện quyền hành pháp và quyết định theo chế độ tập thể. Tuy nhiên, thủ hiến là người đầu tiên đón tiếp các vị khách chính thức đến Bắc Ireland giống như thủ hiến Scotland và thủ hiến Wales. Thủ hiến và phó thủ hiến có nhiệm vụ đồng chủ trì phiên họp của Chính phủ Bắc Ireland, phối hợp hoạt động của Chính phủ và thay mặt Bắc Ireland về đối ngoại.
Thủ hiến và phó thủ hiến quyết định chương trình phiên họp Chính phủ và có thể yêu cầu Chính phủ xem xét "các vấn đề quan trọng hoặc gây tranh cãi".
Thủ hiến và phó thủ hiến phụ trách những lĩnh vực sau đây:
- Chính sách kinh tế;
- Bình đẳng trước pháp luật;
- Các vấn đề Liên minh châu Âu;
- Nhân quyền;
- Bộ máy nhà nước;
- Chính sách tuyển dụng công chức, viên chức;
- Tiêu chuẩn đạo đức công vụ.

Hai thứ trưởng giúp thủ hiến và phó thủ hiến thực hiện nhiệm vụ của Văn phòng điều hành và chịu trách nhiệm tập thể trước thủ hiến và phó thủ hiến. Thứ trưởng đương nhiệm là Aisling Reilly (Sinn Féin) và Pam Cameron (Đảng Liên hiệp Dân chủ).

## Khuyết
Thủ hiến hoặc phó thủ hiến có thể phân công một bộ trưởng Chính phủ Bắc Ireland giữ quyền thủ hiến, phó thủ hiến trong trường hợp khuyết chức vụ trong thời hạn tối đa là đến sáu tuần.

## Danh sách thủ hiến và phó thủ hiến Bắc Ireland

### Đảng
Đảng Liên hiệp Ulster
  Đảng Dân chủ Xã hội và Lao động
  Đảng Liên hiệp Dân chủ
  Sinn Féin
| Thủ hiến                                                 | Thủ hiến                                                 | Thủ hiến                                                 | Thủ hiến                    | Thủ hiến             | Phó Thủ hiến                              | Phó Thủ hiến                                      | Phó Thủ hiến                             | Phó Thủ hiến                            | Phó Thủ hiến        | Chính phủ                               | Bầu cử |
| Họ tên (Năm sinh – Năm mất) Đơn vị bầu cử                | Họ tên (Năm sinh – Năm mất) Đơn vị bầu cử                | Hình                                                     | Nhiệm kỳ                    | Nhiệm kỳ             | Họ tên (Năm sinh – Năm mất) Đơn vị bầu cử | Họ tên (Năm sinh – Năm mất) Đơn vị bầu cử         | Hình                                     | Nhiệm kỳ                                | Nhiệm kỳ            | Chính phủ                               | Bầu cử |
| -------------------------------------------------------- | -------------------------------------------------------- | -------------------------------------------------------- | --------------------------- | -------------------- | ----------------------------------------- | ------------------------------------------------- | ---------------------------------------- | --------------------------------------- | ------------------- | --------------------------------------- | ------ |
|                                                          | David Trimble (1944 – 2022) Upper Bann                   |                                                          | 1 tháng 7 năm 1998          | 1 tháng 7 năm 2001   |                                           | Seamus Mallon (1936–2020) Newry and Armagh        |                                          | 1 tháng 7 năm 1998                      | 6 tháng 1 năm 2001  | Chính phủ Nghị viện Bắc Ireland khóa I  | 1998   |
| Reg Empey (sinh năm 1947) Belfast East                   |                                                          | 1 tháng 7 năm 2001 (quyền)                               | 6 tháng 1 năm 2001          |                      |                                           | Seamus Mallon (1936–2020) Newry and Armagh        |                                          | 1 tháng 7 năm 1998                      | 6 tháng 1 năm 2001  | Chính phủ Nghị viện Bắc Ireland khóa I  | 1998   |
| David Trimble (1944–2022) Upper Bann                     |                                                          | 6 tháng 1 năm 2001                                       | 14 tháng 10 năm 2002        |                      | Mark Durkan (sinh năm 1960) Foyle         |                                                   | 6 tháng 1 năm 2001                       | 14 tháng 10 năm 2002                    |                     | Chính phủ Nghị viện Bắc Ireland khóa I  | 1998   |
| Khuyết (14 tháng 10 năm 2002 – 8 tháng 5 năm 2007)       |                                                          |                                                          |                             |                      |                                           |                                                   |                                          |                                         |                     |                                         | 1998   |
| 2003                                                     |                                                          |                                                          |                             |                      |                                           |                                                   |                                          |                                         |                     |                                         |        |
|                                                          | Ian Paisley (1926–2014) North Antrim                     |                                                          | 8 tháng 5 năm 2007          | 5 tháng 6 năm 2008   |                                           | Martin McGuinness (1950–2017) Mid Ulster          |                                          | 8 tháng 5 năm 2007                      | 20 tháng 9 năm 2011 | Chính phủ Nghị viện Bắc Ireland khóa II | 2007   |
|                                                          | Peter Robinson (sinh năm 1948) Belfast East              |                                                          | 5 tháng 6 năm 2008          | 11 tháng 1 năm 2010  |                                           | Martin McGuinness (1950–2017) Mid Ulster          |                                          | 8 tháng 5 năm 2007                      | 20 tháng 9 năm 2011 | Chính phủ Nghị viện Bắc Ireland khóa II | 2007   |
| Arlene Foster (sinh năm 1970) Fermanagh and South Tyrone |                                                          | 11 tháng 1 năm 2010 (quyền)                              | 3 tháng 2 năm 2010          |                      |                                           | Martin McGuinness (1950–2017) Mid Ulster          |                                          | 8 tháng 5 năm 2007                      | 20 tháng 9 năm 2011 | Chính phủ Nghị viện Bắc Ireland khóa II | 2007   |
| Peter Robinson (sinh năm 1948) Belfast East              |                                                          | 3 tháng 2 năm 2010                                       | 10 tháng 9 năm 2015         |                      |                                           | Martin McGuinness (1950–2017) Mid Ulster          |                                          | 8 tháng 5 năm 2007                      | 20 tháng 9 năm 2011 | Chính phủ Nghị viện Bắc Ireland khóa II | 2007   |
| Peter Robinson (sinh năm 1948) Belfast East              | John O'Dowd (sinh năm 1967) Upper Bann                   | 3 tháng 2 năm 2010                                       | 10 tháng 9 năm 2015         |                      | 20 tháng 9 năm 2011 (quyền)               | 31 tháng 10 năm 2011                              | Chính phủ Nghị viện Bắc Ireland khóa III | 2011                                    |                     |                                         |        |
| Peter Robinson (sinh năm 1948) Belfast East              | Martin McGuinness (1950–2017) Mid Ulster                 | 3 tháng 2 năm 2010                                       | 10 tháng 9 năm 2015         |                      | 31 tháng 10 năm 2011                      | 9 tháng 1 năm 2017                                | Chính phủ Nghị viện Bắc Ireland khóa III | 2011                                    |                     |                                         |        |
| Arlene Foster (sinh năm 1970) Fermanagh and South Tyrone | Martin McGuinness (1950–2017) Mid Ulster                 |                                                          | 10 tháng 9 năm 2015 (quyền) | 20 tháng 10 năm 2015 | 31 tháng 10 năm 2011                      | 9 tháng 1 năm 2017                                | Chính phủ Nghị viện Bắc Ireland khóa III | 2011                                    |                     |                                         |        |
| Peter Robinson (sinh năm 1948) Belfast East              | Martin McGuinness (1950–2017) Mid Ulster                 |                                                          | 20 tháng 10 năm 2015        | 11 tháng 1 năm 2016  | 31 tháng 10 năm 2011                      | 9 tháng 1 năm 2017                                | Chính phủ Nghị viện Bắc Ireland khóa III | 2011                                    |                     |                                         |        |
|                                                          | Martin McGuinness (1950–2017) Mid Ulster                 | Arlene Foster (sinh năm 1970) Fermanagh and South Tyrone |                             | 11 tháng 1 năm 2016  | 31 tháng 10 năm 2011                      | 9 tháng 1 năm 2017                                | 9 tháng 1 năm 2017                       | Chính phủ Nghị viện Bắc Ireland khóa IV | 2016                |                                         |        |
| Khuyết (9 tháng 1 năm 2017 – 11 tháng 1 năm 2020)        |                                                          |                                                          |                             |                      |                                           |                                                   |                                          |                                         | 2016                |                                         |        |
| 2017                                                     |                                                          |                                                          |                             |                      |                                           |                                                   |                                          |                                         |                     |                                         |        |
|                                                          | Arlene Foster (sinh năm 1970) Fermanagh and South Tyrone |                                                          | 11 tháng 1 năm 2020         | 14 tháng 6 năm 2021  |                                           | Michelle O'Neill (sinh năm 1977) Mid Ulster       |                                          | 11 tháng 1 năm 2020                     | 14 tháng 6 năm 2021 | Chính phủ Nghị viện Bắc Ireland khóa V  |        |
|                                                          | Paul Givan (sinh năm 1981) Lagan Valley                  |                                                          | 17 tháng 6 năm 2021         | 4 tháng 2 năm 2022   | 17 tháng 6 năm 2021                       | Michelle O'Neill (sinh năm 1977) Mid Ulster       | 4 tháng 2 năm 2022                       |                                         |                     | Chính phủ Nghị viện Bắc Ireland khóa V  |        |
| Khuyết (4 tháng 2 năm 2022 – 3 tháng 2 năm 2024)         |                                                          |                                                          |                             |                      |                                           |                                                   |                                          |                                         |                     |                                         |        |
| 2022                                                     |                                                          |                                                          |                             |                      |                                           |                                                   |                                          |                                         |                     |                                         |        |
|                                                          | Michelle O'Neill (sinh năm 1977) Mid Ulster              |                                                          | 3 tháng 2 năm 2024          | Đương nhiệm          |                                           | Emma Little-Pengelly (sinh năm 1979) Lagan Valley |                                          | 3 tháng 2 năm 2024                      | Đương nhiệm         | Chính phủ Nghị viện Bắc Ireland khóa VI |        |

### Trực thuộc trung ương
Trong thời gian đình chỉ Chính phủ Bắc Ireland, quốc vụ khanh phụ trách Bắc Ireland đảm nhiệm trách nhiệm của thủ hiến và phó thủ hiến.
| Họ tên | Họ tên      | Hình | Đảng          | Nhậm chức            | Mãn nhiệm            |
| ------ | ----------- | ---- | ------------- | -------------------- | -------------------- |
|        | John Reid   |      | Công đảng Anh | 14 tháng 10 năm 2002 | 24 tháng 10 năm 2002 |
|        | Paul Murphy |      | Công đảng Anh | 24 tháng 10 năm 2002 | 6 tháng 5 năm 2005   |
|        | Peter Hain  |      | Công đảng Anh | 6 tháng 5 năm 2005   | 8 tháng 5 năm 2007   |